# Tangstedt (près Pinneberg)
Pour les articles homonymes, voir Tangstedt.
Tangstedt est une commune allemande du Schleswig-Holstein, située dans l'arrondissement de Pinneberg (Kreis Pinneberg), à quatre kilomètres au nord-est de la ville de Pinneberg, près de Hambourg. Tangstedt est l'une des cinq communes de l'Amt Pinnau dont le siège est à Rellingen.